# Óscar Moglia
Óscar Aldo Moglia Eiras, né le 1er février 1935, à Montevideo, en Uruguay, décédé le 8 octobre 1989, est un ancien joueur uruguayen de basket-ball. 

## Palmarès
- 3e des Jeux olympiques 1956
- Champion d'Amérique du Sud 1953
- Champion d'Amérique du Sud 1955
- Finaliste du championnat d'Amérique du Sud 1958